# Europarlamentari dei Paesi Bassi della VI legislatura
Gli europarlamentari dei Paesi Bassi della VI legislatura, eletti in occasione delle elezioni europee del 2004, sono stati i seguenti.

## Composizione storica
| Europarlamentare           | Lista                                           | Gruppo    |
| -------------------------- | ----------------------------------------------- | --------- |
| Bas Belder                 | CU - SGP (Partito Politico Riformato)           | IND/DEM   |
| Thijs Berman               | Partito del Lavoro                              | PSE       |
| Johannes Blokland          | CU - SGP (Unione Cristiana)                     | IND/DEM   |
| Emine Bozkurt              | Partito del Lavoro                              | PSE       |
| Kathalijne Maria Buitenweg | Sinistra Verde                                  | Verdi/ALE |
| Dorette Corbey             | Partito del Lavoro                              | PSE       |
| Bert Doorn                 | Appello Cristiano Democratico                   | PPE-DE    |
| Camiel Eurlings            | Appello Cristiano Democratico                   | PPE-DE    |
| Elly De Groen-Kouwenhoven  | Europa Trasparente                              | Verdi/ALE |
| Jeanine Hennis-Plasschaert | Partito Popolare per la Libertà e la Democrazia | ALDE      |
| Sophie in 't Veld          | Democratici 66                                  | ALDE      |
| Joost Lagendijk            | Sinistra Verde                                  | Verdi/ALE |
| Kartika Tamara Liotard     | Partito Socialista                              | GUE/NGL   |
| Albert Jan Maat            | Appello Cristiano Democratico                   | PPE-DE    |
| Jules Maaten               | Partito Popolare per la Libertà e la Democrazia | ALDE      |
| Toine Manders              | Partito Popolare per la Libertà e la Democrazia | ALDE      |
| Maria Martens              | Appello Cristiano Democratico                   | PPE-DE    |
| Edith Mastenbroek          | Partito del Lavoro                              | PSE       |
| Erik Meijer                | Partito Socialista                              | GUE/NGL   |
| Jan Mulder                 | Partito Popolare per la Libertà e la Democrazia | ALDE      |
| Ria Oomen-Ruijten          | Appello Cristiano Democratico                   | PPE-DE    |
| Paul van Buitenen          | Europa Trasparente                              | Verdi/ALE |
| Margrietus van den Berg    | Partito del Lavoro                              | PSE       |
| Ieke van den Burg          | Partito del Lavoro                              | PSE       |
| Lambert van Nistelrooij    | Appello Cristiano Democratico                   | PPE-DE    |
| Jan Marinus Wiersma        | Partito del Lavoro                              | PSE       |
| Corien Wortmann-Kool       | Appello Cristiano Democratico                   | PPE-DE    |

## Modifiche intervenute

### Appello Cristiano Democratico
- In data 01.03.2007 a Camiel Eurlings subentra Joop Post.
- In data 12.04.2007 a Albert Jan Maat subentra Esther De Lange.
- In data 17.10.2007 a Joop Post subentra Cornelis Visser.

### Partito del Lavoro
- In data 04.09.2007 a Margrietus van den Berg subentra Lily Jacobs.
- In data 30.04.2008 a Edith Mastenbroek subentra Jan Cremers.